# Cuscuta partita
Cuscuta partita är en vindeväxtart som beskrevs av Jacques Denys Denis Choisy. Cuscuta partita ingår i släktet snärjor, och familjen vindeväxter. Inga underarter finns listade i Catalogue of Life.